# Capim-amonjeaba
O capim-amonjeaba (Sacciolepis myuros) é uma erva palustre, da família das gramíneas, nativa do Brasil, do estado do Pará até o estado de São Paulo. Tal espécie possui folhas lineares, panículas cilíndricas espiciformes, cuja forragem é de boa qualidade e apresenta propriedades emolientes. Também é conhecido simplesmente pelo nome de amonjeaba.
É uma espécie nativa e não endémica do Brasil, ocorrendo nas regiões Norte, Nordeste, Centro-oeste e Sudeste.